# Haynecourt
Haynecourt é uma comuna francesa na região administrativa de Altos da França, no departamento do Norte. Estende-se por uma área de 5.92 km². Em 2010 a comuna tinha 325 habitantes (densidade: 54,9 hab./km²).